# Ufimoczka Ufa
Ufimoczka Ufa (ros. волейбольный клуб Уфимочка), żeński klub siatkarski z Rosji powstały w 1970 roku z bazą w mieście Ufa. Zespół występuje w rosyjskiej Superlidze.

## Kadra 2013/14
- 1.  Olga Jefimowa
- 3.  Marija Samojłowa
- 4.  Nadieżda Miczina
- 7.  Kaciaryna Zakreuska
- 8.  Anna Małowa
- 9.  Olga Elgardt
- 10. Jekatierina Jefimowa
- 11. Marija Iwonkina
- 13. Tatjana Alejnikowa
- 15. Lubow Pronina
- 16. Julianna Kwon